# ライプツィヒ・ゲヴァントハウス管弦楽団

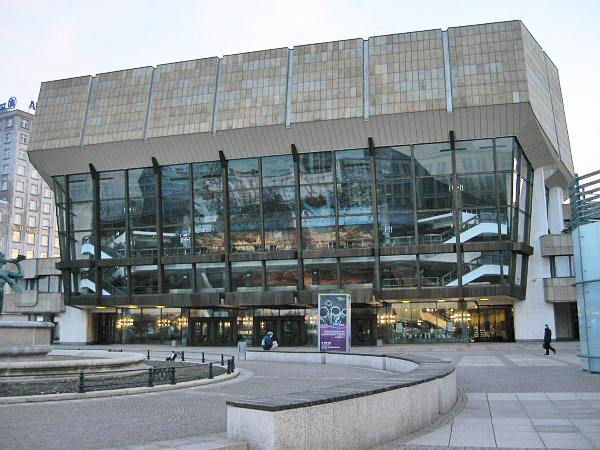
本拠地のゲヴァントハウス

ライプツィヒ・ゲヴァントハウス管弦楽団（ドイツ語: Gewandhausorchester Leipzig）は、ドイツ・ライプツィヒに本拠を置くオーケストラである。

## 概要
1743年、世界初の市民階級による自主経営オーケストラとして発足した。それまでの宮廷専属（歌劇場含む）オーケストラと異なり、このオーケストラの誕生で、自らの城や宮殿などを「演奏会場」として音楽を聞いていた王侯貴族のような身分・階級でなくとも、入場料さえ払えば誰でもオーケストラ演奏を聞けるようになった。
1835年、メンデルスゾーンがゲヴァントハウス・カペルマイスター（楽長）になると、技術的にも、そして楽員の年金制度創設など待遇面でもより基盤が固まり大きく飛躍することになった。また、彼の指揮でバッハの「マタイ受難曲」を蘇演し、ベートーヴェン・シューベルト・メンデルスゾーン・シューマン・ブラームス・ブルックナーをはじめ、多くの作曲家の作品を初演してきたことでも知られる。
本拠地となる現在のホールは、1981年完成の3代目ゲヴァントハウスである。1781年の初代ゲヴァントハウス以降、代々のホールに、このオーケストラのモットーが掲げられている。
ライプツィヒ歌劇場のオーケストラも兼ねているが、ウィーンやドレスデンのように歌劇場管弦楽団が限られた期間にコンサートを行うのではなく、多人数（2018年公式HPに掲載されている団員数は200名以上）のローテーションに拠っているため、オペラ、コンサートともにフル稼働している。

## 関連演奏団体
楽員による自主運営団体については、ゲヴァントハウス弦楽四重奏団やゲヴァントハウス・バッハ管弦楽団がある。
ゲヴァントハウス弦楽四重奏団は1808年に結成され、2008年に結成200周年を迎えた世界最古の弦楽四重奏団で、結成から現在まで継続して首席奏者たちにより演奏活動が行われている。歴代メンバーには、メンデルスゾーン、ブラームス、チャイコフスキー、これら3つのヴァイオリン協奏曲の各初演ヴァイオリニストの3名が名を連ねている。
声楽では、ゲヴァントハウス合唱団、ゲヴァントハウス児童合唱団がある。
ゲヴァントハウス合唱団は1861年、楽長のカール・ライネッケにより創設され、1869年2月18日、ライネッケ指揮ライプツィヒ・ゲヴァントハウス管弦楽団により初演されたブラームスの「ドイツ・レクイエム」で合唱を担当している。

## 年表
- 1743年　3月11日　16名のメンバーで最初の「Große Concert（大コンサート）」を開催[2]。市民階級の設立したフェライン（ドイツ語で組合・協会の意味）により運営されていたため、最古の民間オーケストラといわれる[4] 。
- 1744年　3月9日　1周年記念コンサートが開かれ、リーダーを務めてきたヨハン・フリードリヒ・ドーレス（バッハの弟子で後のトーマスカントル）のカンタータが上演された。この年からブリュールのゲストハウス「Drey Schwanen（三羽の白鳥）」に演奏会場を定める[4] 。
- 1756年　七年戦争のためコンサート活動が停止に追い込まれた[2]。戦前「Große Concert」のフルート奏者を務めていたヨハン・アダム・ヒラーを指揮者に迎え、1763年活動が再開された[4]。
- 1781年　11月25日　大学通りの「ゲヴァントハウス」（織物の見本市会場として使われていた建物）へ演奏会場を移し、初代カペルマイスターのヒラーのもとコンサートが開かれた（この会場名が楽団名の由来となる）[2][4]。
- 1811年　11月28日　フリードリッヒ・シュナイダーのピアノ独奏で、ベートーヴェンのピアノ協奏曲第5番変ホ長調Op73「皇帝」の初演が行われる[2]。
- 1835年　メンデルスゾーンがカペルマイスターに就任し黄金期を迎えた[1]。この時期、古典に加え、メンデルスゾーン本人やシューマンらの作品も多く初演され[4]、この2人の協力によってシューベルトの「ザ・グレート」の初演も行われている[2]。
- 1840年　9月26日　ゲヴァントハウス管弦楽団が市の管轄下におかれ[2]、「シュタットオーケストラ」としての役割（市の行事や教会での演奏）を担うようになった。このため今日でも聖トーマス教会やライプツィヒ歌劇場での演奏を担当することが伝統になっている[2]。
- 1881年　11月25日　創立100周年記念コンサートには、ヨーゼフ・ヨアヒムがソリストとして登場した。この年のメンバー増員で、低弦各6名、木管各4名、ホルン6名などの体制になった。
- 1884年　12月11日　グラッシ通りに「新ゲヴァントハウス」が完成し[2]、当時のカペルマイスターであるカール・ライネッケのもと、3夜連続でオープニングコンサートが開かれた。このホールは、ボストンのシンフォニーホールのモデルにもなっている。
  - その後、この「新ゲヴァントハウス」を舞台に、アルトゥール・ニキシュ（1895年 - 1922年）、ヴィルヘルム・フルトヴェングラー（1922年 - 1928年）、ブルーノ・ワルター（1929年 - 1933年）、ヘルマン・アーベントロート（1934年 - 1945年）といった著名な指揮者がカペルマイスターとして活躍し、第2の黄金時代を迎えた[4]。
- 1918年　12月31日　第一次世界大戦の終結とドイツ革命の起こったこの年、「平和と自由」の願いをこめて、バーネット・リヒトとアルトゥール・ニキシュのコラボにより、ベートーヴェンの第九が演奏され、「年末の第九」がゲヴァントハウス管弦楽団の伝統となった[2]。
- 1933年　ユダヤ系だったワルターに対し、ナチスは演奏活動の禁止を命じる。ワルターはカペルマイスター辞任に追い込まれ[2]、オーストリア、スイス、フランスを経てアメリカに亡命。
  - ワルターに対しては、第二次世界大戦後その功績を称え、ライプツィヒ市から「ニキシュ賞」（1957年）、ゲヴァントハウス管弦楽団から「名誉団員」の称号（1961年）が贈られている。
- 1944年　2月20日　「新ゲヴァントハウス」が空襲により焼失[2]。　アーベントロートのブルックナー（2月10日）とパウル・シュミッツのベートーヴェン（2月13日）がこのホールでの最後となったが、その後も演奏会は中断されることなく、劇場「Dreilinden」、映画館「Capitol」などを間借りして続けられた。
- 1946年　ヘルベルト・アルベルトがカペルマイスターに就任。この頃から演奏会は「Kongreßhalle（会議ホール）」で行われるようになる。
- 1949年　フランツ・コンヴィチュニーがカペルマイスターに就任。

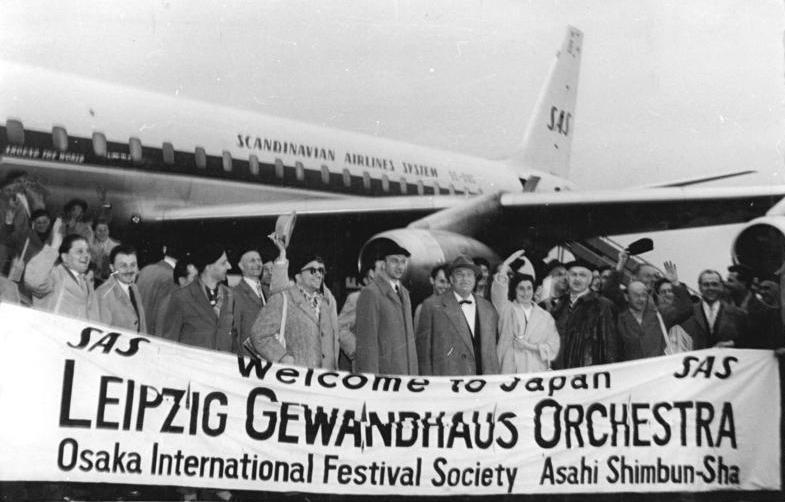
1961年4月、初来日時のゲヴァントハウス管弦楽団

- 1961年   初来日。ベートーヴェンの交響曲全曲演奏などを行っている[1]。（→フランツ・コンヴィチュニー）
- 1964年　ヴァーツラフ・ノイマンがカペルマイスターに就任（1968年からはチェコ・フィルハーモニー管弦楽団首席指揮者と兼務）。
- 1968年　ノイマンがプラハの春弾圧に抗議してカペルマイスターを辞任[2]しチェコに帰国[1]。
- 1970年　クルト・マズアがカペルマイスターに就任。

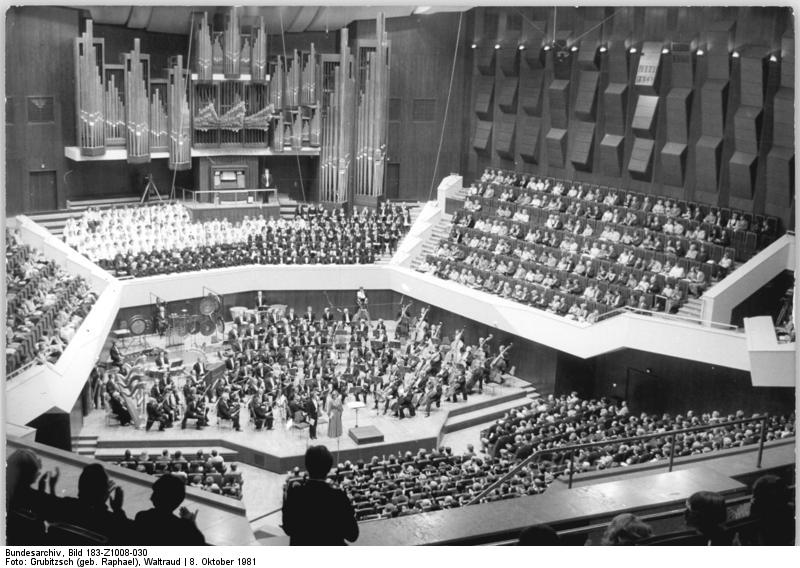
竣工した新しい「ゲヴァントハウス」での最初のコンサート（1981年）

- 1981年11月25日 旧市街アウグストゥス広場に「現ゲヴァントハウス」が竣工[2]。
- 1998年　ヘルベルト・ブロムシュテットがカペルマイスターに就任。
- 2005年　リッカルド・シャイーがカペルマイスターに就任。シャイーはライプツィヒ歌劇場の音楽監督も兼務している[4]。
- 2008年　来日公演が予定されていたが、シャイーの急病により直前に中止となった。この時のプログラムは、ブルックナーの交響曲第4番を中心とするもの、マーラーの交響曲第1番を中心とするものの2種類用意されていた。
- 2009年　前年に中止となった来日公演の予定曲目（ただし、それぞれのプログラムの前半、ソリストは異なる）による来日公演が行われた。
- 2018年 アンドリス・ネルソンスがカペルマイスターに就任[2][注釈 2][5]。

## 指揮者

### 音楽監督
- 1763 - 1771　ヨハン・アダム・ヒラー（Johann Adam Hiller）
- 1772 - 1775　ゲオルク・ジーモン・レーライン（Georg Simon Löhlein）
- 1775 - 1778　ゴットロープ・フリードリッヒ・ヘルテル（Gottlob Friedrich Hertel）

### カペルマイスター
- 1781 - 1785　ヨハン・アダム・ヒラー（Johann Adam Hiller）
- 1785 - 1810　ヨハン・ゴットフリート・シヒト（Johann Gottfried Schicht）
- 1810 - 1827　ヨハン・フィリップ・クリスティアン・シュルツ（Johann Philipp Christian Schulz）
- 1827 - 1835　クリスティアン・アウグスト・ポーレンツ（Christian August Pohlenz）
- 1835 - 1843　フェリックス・メンデルスゾーン＝バルトルディ（Felix Mendelssohn-Bartholdy）
- 1843 - 1844　フェルディナント・ヒラー（Ferdinand Hiller）
- 1845 - 1847　フェリックス・メンデルスゾーン＝バルトルディ（Felix Mendelssohn-Bartholdy）
- 1847 - 1848　ニールス・ヴィルヘルム・ガーデ（Niels Wilhelm Gade）
- 1848 - 1860　ユリウス・リーツ（Julius Rietz）
- 1860 - 1895　カール・ライネッケ（Carl Reinecke）
- 1895 - 1922　アルトゥール・ニキシュ（Arthur Nikisch）
- 1922 - 1928　ヴィルヘルム・フルトヴェングラー（Wilhelm Furtwängler）
- 1929 - 1933　ブルーノ・ワルター（Ehrenmitglied Bruno Walter）
- 1934 - 1945　ヘルマン・アーベントロート（Hermann Abendroth）
- 1946 - 1948　ヘルベルト・アルベルト（Herbert Albert）
- 1949 - 1962　フランツ・コンヴィチュニー（Ehrenmitglied Franz Konwitschny）
- 1964 - 1968　ヴァーツラフ・ノイマン（Václav Neumann）
- 1970 - 1996　クルト・マズア（Ehrendirigent Kurt Masur）
- 1998 - 2005　ヘルベルト・ブロムシュテット（Ehrendirigent Herbert Blomstedt）
- 2005 - 2016　リッカルド・シャイー（Riccardo Chailly）
- 2018 -     　アンドリス・ネルソンス（Andris Nelsons）[5]

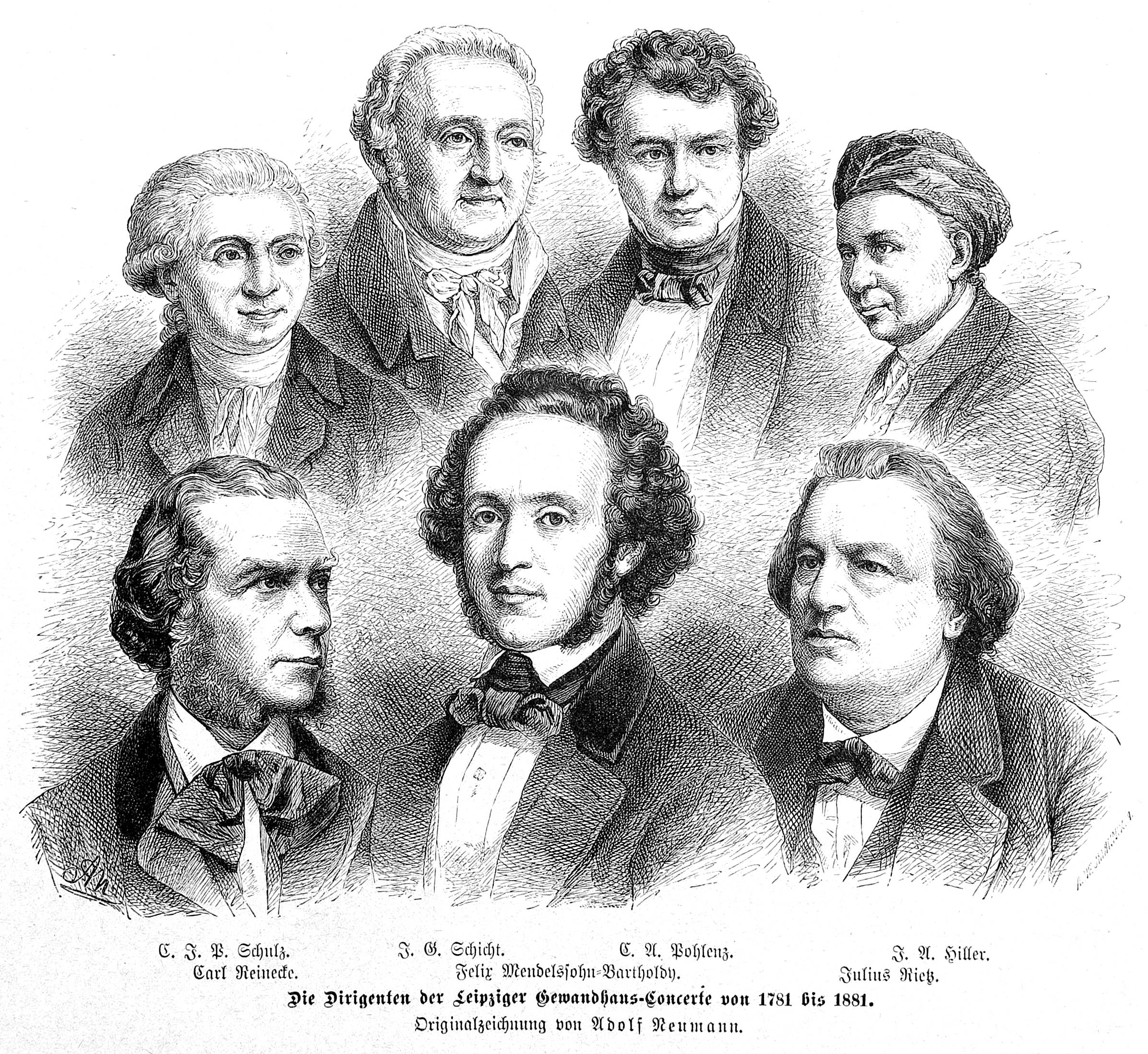
1781年から1881年までの楽長達。上段左から、シュルツ、シヒト、ポーレンツ、ヒラー。下段：左からライネッケ、メンデルスゾーン、リーツ
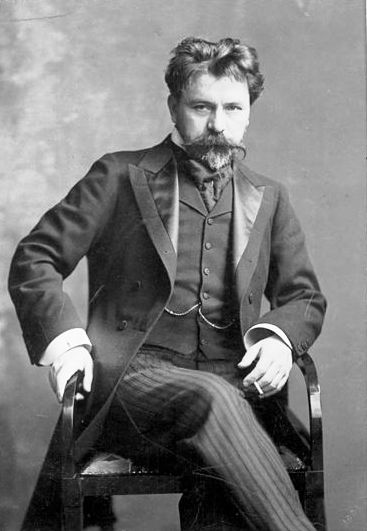
アルトゥール・ニキシュ
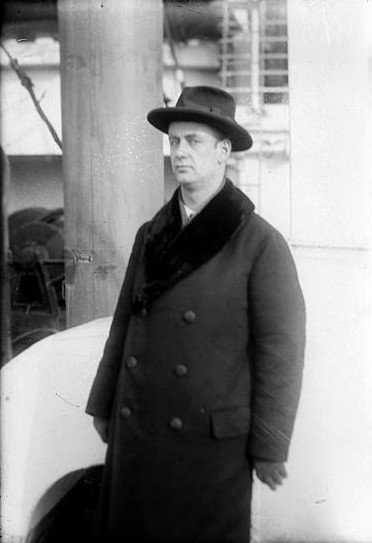
ヴィルヘルム・フルトヴェングラー
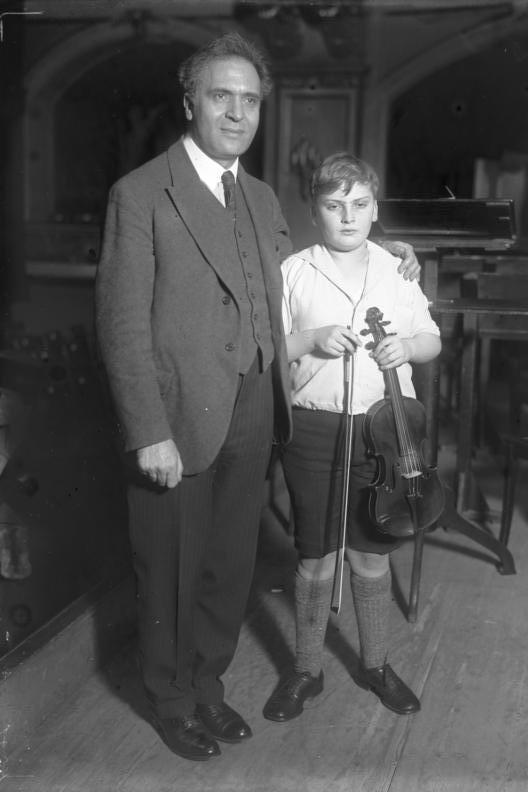
ブルーノ・ワルター
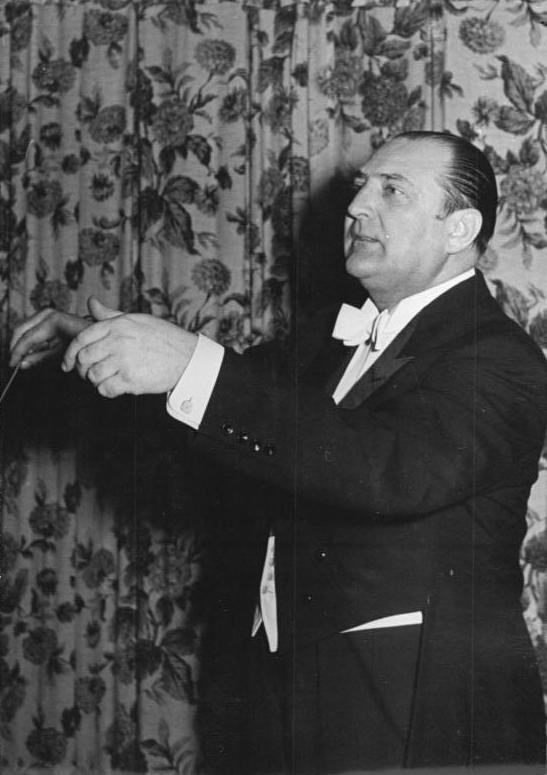
フランツ・コンヴィチュニー
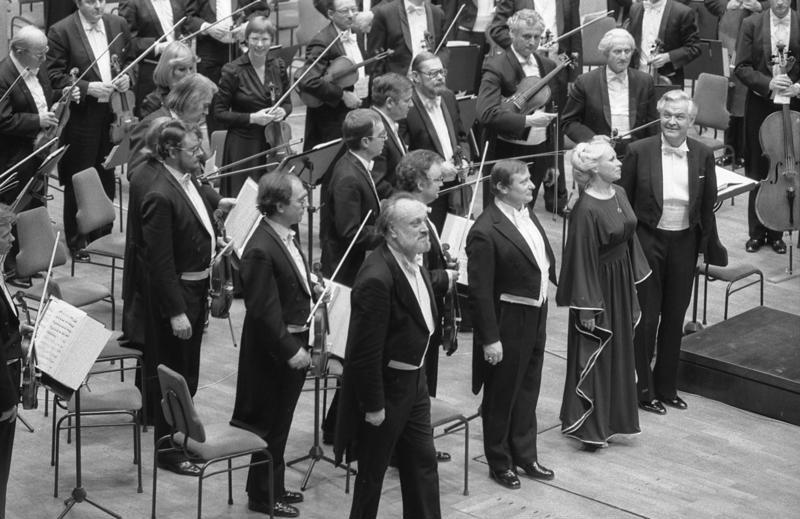
クルト・マズア
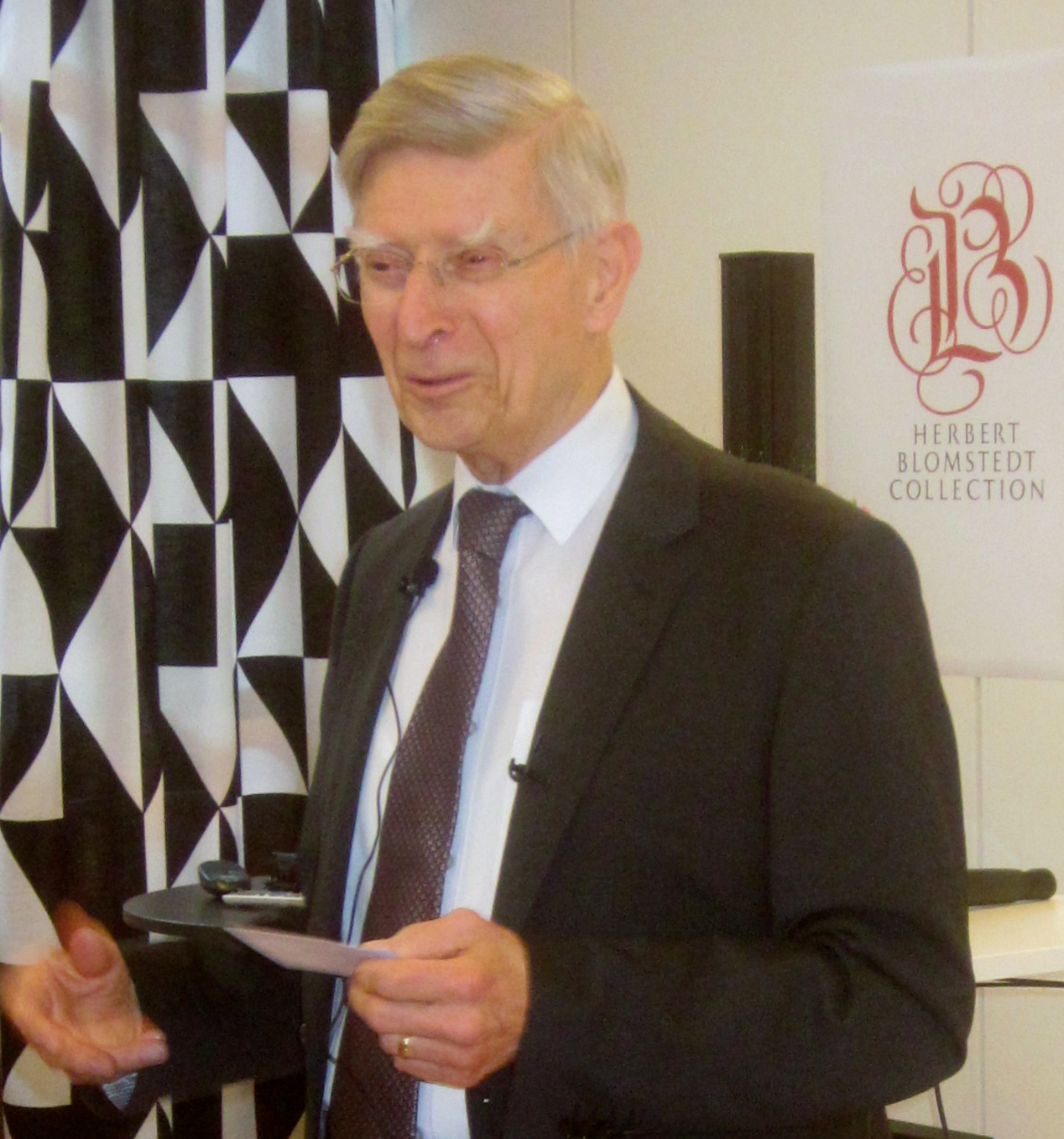
ヘルベルト・ブロムシュテット
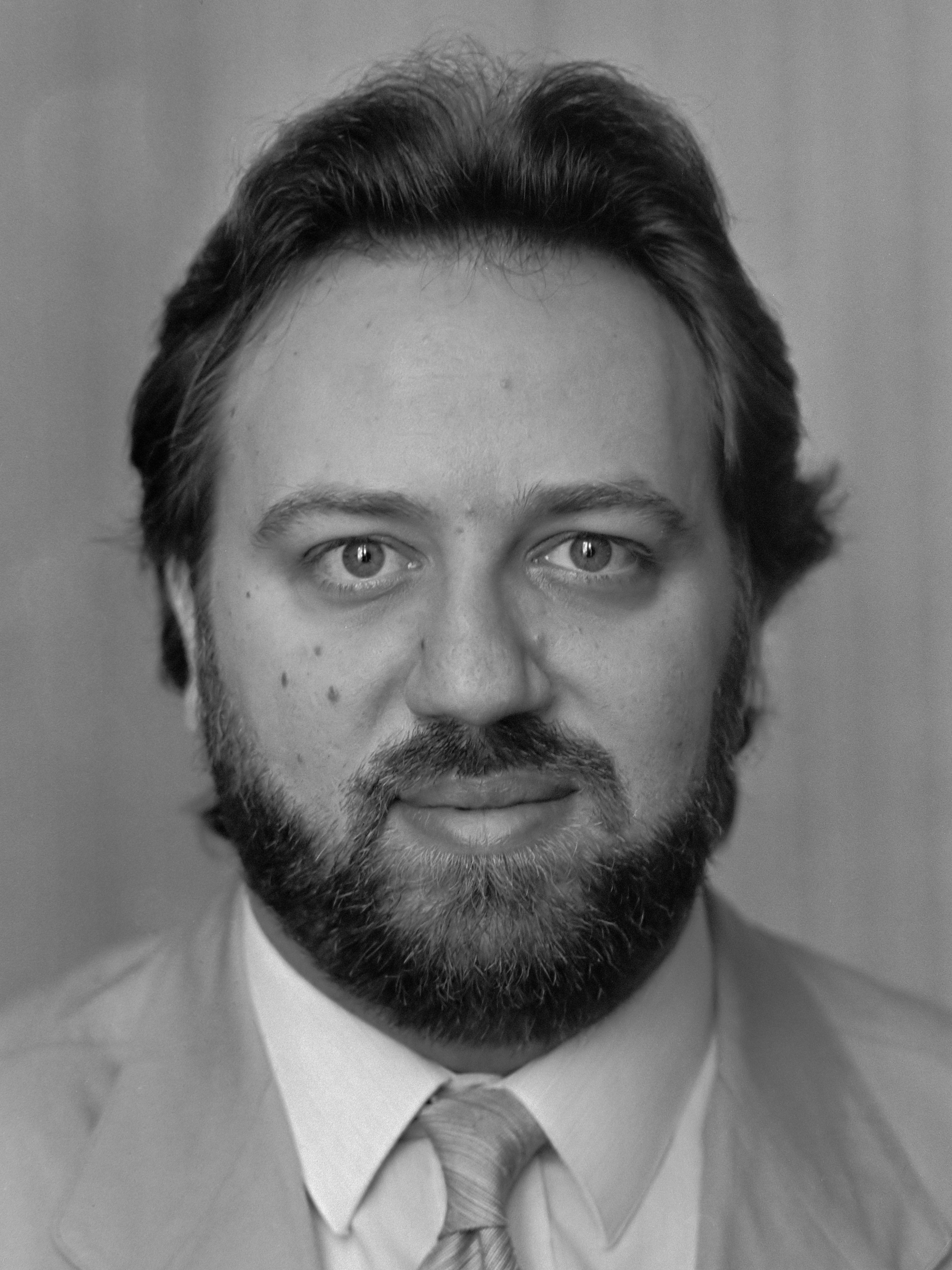
リッカルド・シャイー
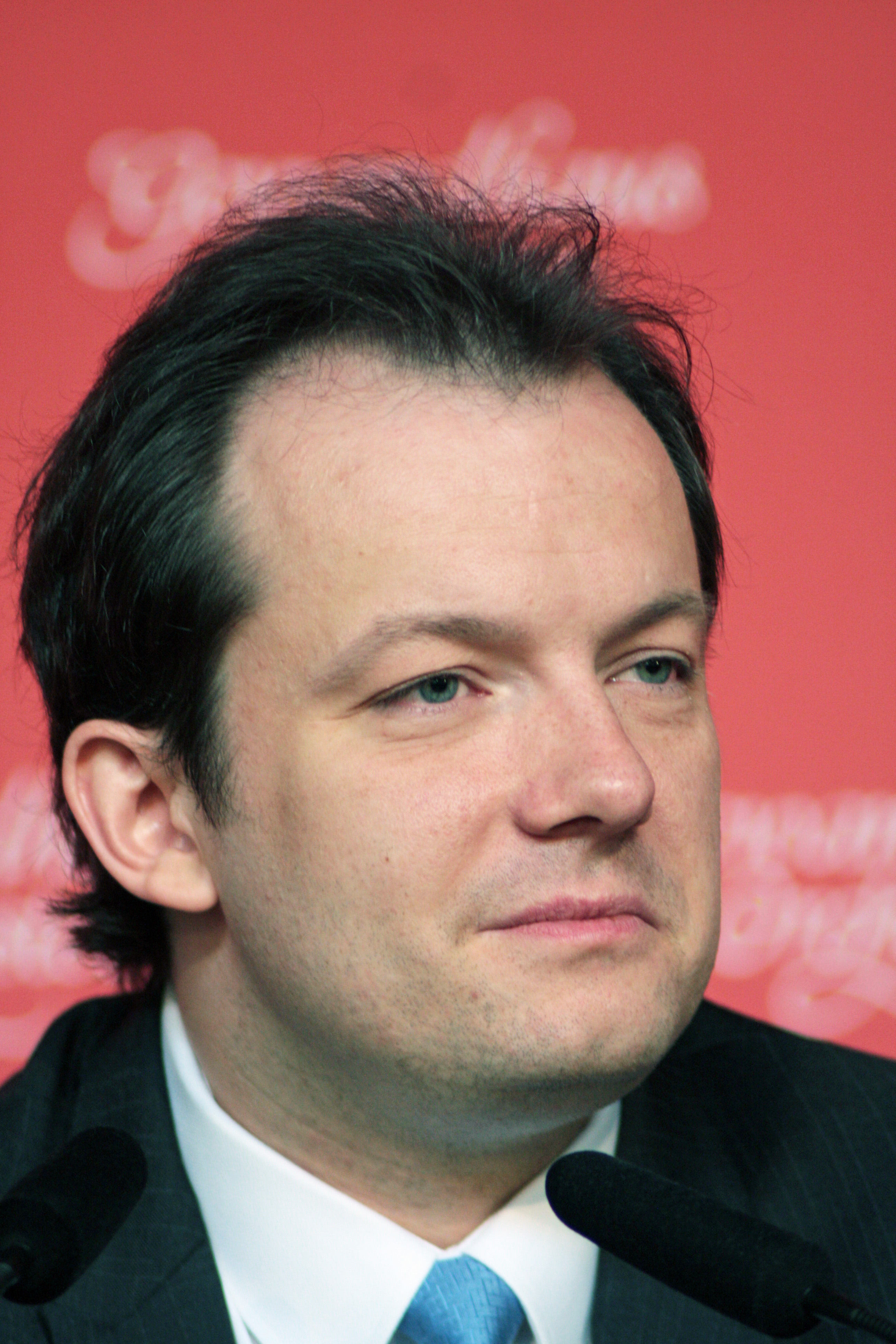
アンドリス・ネルソンス

## メンバー（楽器順）

### コンサートマスター
- 1796 - 1817在籍　バルトロメオ・カンパニョーリ（Bartolomeo Campagnoli, Konzertmeister）
- 1803 - 1835在籍　ハインリッヒ・アウグスト・マタイ（Heinrich August Matthäi, Konzertmeister）　※1808年ベートーヴェンの三重協奏曲を初演。同年ゲヴァントハウス弦楽四重奏団を組織。
- 1836 - 1873在籍　フェルディナント・ダヴィット（Ferdinand David, Konzertmeister）　※1845年メンデルスゾーンのヴァイオリン協奏曲を初演。
- 1848 - 1850在籍　ヨーゼフ・ヨアヒム（Joseph Joachim, Vorspieler）　※1879年ブラームスのヴァイオリン協奏曲を初演。
- 1850 - 1897在籍　エンゲルベルト・レントゲン（Engelbert Röntgen, 1.Konzertmeister）
- 1874 - 1882在籍　ヘンリ・シュラディーク（Henry Schradieck, 2.Konzertmeister）
- 1882 - 1889在籍　ヘンリ・ペトリ（Henri Petri, 2.Konzertmeister）
- 1891 - 1897在籍　カール・プリル（Karl Prill, 2.Konzertmeister）　※1897-1925はウィーン・フィルハーモニー管弦楽団。
- 1898 - 1903在籍　フェリックス・バーバー（Felix Berber, 1.Konzertmeister）　※チャイコフスキーのヴァイオリン協奏曲初演者アドルフ・ブロツキーの高弟。
- 1903 - 1947在籍　エドガー・ヴォルガント（Edgar Wollgandt, 1.Konzertmeister）
- 1925 - 1932在籍　シャルル・ミュンシュ（Karl Münch, 2.Konzertmeister）　※後にフランスに帰化し、パリ管弦楽団、ボストン交響楽団の常任指揮者となる。
- 1933 - 1955在籍　クルト・シュティーラー（Kurt Stiehler, 2.Konzertmeister）
- 1948 - 1984在籍　ホルスト・ザンネミュラー（Horst Sannemüller, Stellv. 1.Konzertmeister）
- 1955 - 1987在籍　ゲルハルト・ボッセ（Ehrenmitglied Gerhard Bosse, 1.Konzertmeister）
- 1954 - 2001在籍　カール・ズスケ（Karl Suske, 1.Konzertmeister）　※1962-1975はベルリン国立歌劇場管弦楽団。
- 1987 - 現在在籍　フランク＝ミヒャエル・エルベン（Frank-Michael Erben, 1.Konzertmeister）

### 弦楽器
- 1814 - 1827在籍　カール・ハインリヒ・マイヤー（Carl Heinrich Meyer, 1.Bratscher）
- 1925 - 1969在籍　アーノルド・マッツ（Arnold Matz, Solo-Bratscher）
- 1957 - 1994在籍　ディートマール・ハルマン（Dietmar Hallmann, 1.Solo-Bratscher）
- 1958 - 1996在籍　ハンス＝クリスティアン・バルテル（Hans-Christian Bartel, Solo-Bratscher）
- 1849 - 1860在籍　フリードリッヒ・グリュッツマッヒャー（Friedrich Grützmacher, 1.Cellist）
- 1874 - 1880在籍　カール・シュレーダー（Carl Schröder, Solo-Cellist）
- 1876 - 1924在籍　ユリウス・クレンゲル（Ehrenmitglied Julius Klengel, Solo-Cellist）
- 1933 - 1943在籍　アウグスト・アイヒホルン（August Eichhorn, Solo-Cellist）
- 1957 - 1989在籍　ジークフリート・アーノルド（Siegfried Arnold, 1.Solo-Cellist）
- 1988 - 1992在籍　ミヒャエル・ザンデルリング（Michael Sanderling, 1.Solo-Cellist）
- 1907 - 1936在籍　テオドール・アルビン・フィンダイゼン（Theodor Albin Findeisen, 1.Kontrabassist）
- 1937 - 1978在籍　コンラート・ジーバッハ（Konrad Siebach, 1.Solo-Kontrabassist）

### 木管楽器
- 1754 - 1776在籍　ヨハン・ゲオルク・トロムリッツ（Johann George Tromlitz, 1.Flötist）
- 1814 - 1855在籍　カール・アウグスティン・グレンザー（Carl Augustin Grenser, 1.Flötist）
- 1867 - 1895在籍　ヴィルヘルム・バルゲ（Wilhelm Barge, 1.Flötist）
- 1881 - 1917在籍　マクシミリアン・シュヴェードラー（Ehrenmitglied Maximilian Schwedler, 1.Flötist）　※1909年ライネッケのフルート協奏曲を初演。
- 1904 - 1951在籍　カール・バートゥツァット（Carl Bartuzat, 1.Flötist）
- 1960 - 2004在籍　カール＝ハインツ・パッシン（Karl-Heinz Passin, Solo-Flötist）
- 1867 - 1893在籍　グスタフ・アドルフ・ヒンケ（Gustav Adolf Hinke, 1.Oboist）
- 1881 - 1910在籍　カール・タメ（Ehrenmitglied Carl Tamme, 1.Oboist）
- 1893 - 1930在籍　アルフレート・グライスベルク（Alfred Gleißberg, 1.Oboist）
- 1929 - 1936在籍　ルドルフ・ケンペ（Rudi Kempe, 1.Oboist）　※後にミュンヘン・フィルハーモニー管弦楽団の首席指揮者となる。
- 1936 - 1972在籍　ヴィリー・ゲルラッハ（Willy Gerlach, 1.Oboist）
- 1947 - 1991在籍　ペーター・フィッシャー（Peter Fischer, Solo-Oboist）
- 1955 - 1958在籍　マンフレート・クレメント（Manfred　Clement, 1./2.Oboist）
- 1995 - 現在在籍　アンドレアス・レーネルト（Andreas Lehnert, Solo-Klarinettist）
- 1857 - 1887在籍　ユリウス・ヴァイセンボーン（Julius Weissenborn, 1.Fagottist）
- 1899 - 1936在籍　カール・シェーファー（Carl Schaefer, 1.Fagottist）
- 1952 - 1990在籍　ヴェルナー・ゼルトマン（Werner Seltmann, Solo-Fagottist）
- 1992 - 現在在籍　ダヴィット・ペーターセン（David Petersen, Solo-Fagottist）

### 金管楽器
- 1841 - 1853在籍　エドゥアルト・ポーレ（Eduard Pohle, 1.Hornist）　※1850年シューマンのコンツェルトシュテュックを初演。
- 1864 - 1899在籍　フリードリッヒ・グンペルト（Friedrich Gumpert, 1.Hornist）
- 1903 - 1946在籍　アルビン・フレーゼ（Albin Frehse, 1.Hornist）
- 1949 - 1961在籍　エーリヒ・ペンツェル（Erich Penzel, Solo-Hornist）
- 1956 - 1992在籍　ヴァルデマール・シーバー（Waldemar Schieber, Solo-Hornist）
- 1959 - 1969在籍　ペーター・ダム（Peter Damm, Solo-Hornist）
- 1951 - 1956在籍　ロルフ・クインケ（Rolf Quinque, 2.Trompeter）
- 1957 - 1998在籍　アルミン・メンネル（Armin Männel, Solo-Trompeter）
- 2006 - 2011在籍　ジュリアーノ・ゾンマーハルダー（Giuliano Sommerhalder, Solo-Trompeter）
- 1822 - 1846在籍　カール・トラウゴット・クヴァイサー（Carl Traugott Queisser, 1.Bratscher u. Posaunist）　※1837年ダーヴィットのトロンボーン協奏曲を初演。
- 1876 - 1909在籍　ロベルト・ミュラー（Robert Müller, Bass-Posaunist）

## 初演作品
- 1808年02月18日　ベートーヴェン： 三重協奏曲 （ハインリッヒ・アウグスト・マタイ、フリードリッヒ・ドッツァウアー、エリザベト・カタリナ・ミュラー）
- 1811年11月28日　ベートーヴェン： ピアノ協奏曲第5番「皇帝」 （フリードリッヒ・シュナイダー）
- 1827年02月01日　メンデルスゾーン： 交響曲第1番
- 1839年03月21日　シューベルト： 交響曲第8番「ザ・グレート」
- 1841年03月31日　シューマン： 交響曲第1番「春」
- 1841年12月06日　シューマン： 交響曲第4番
- 1842年03月03日　メンデルスゾーン： 交響曲第3番「スコットランド」
- 1845年03月13日　メンデルスゾーン： ヴァイオリン協奏曲 （フェルディナンド・ダヴィッド）
- 1862年06月02日　ワーグナー： マイスタージンガー前奏曲
- 1879年01月01日　ブラームス： ヴァイオリン協奏曲 （ヨーゼフ・ヨアヒム）
- 1884年12月30日　ブルックナー： 交響曲第7番

## モットー
Res severa verum gaudium （レース・セウェーラ・ウェールム・ガウディウム）
1743年の発足から38年後、1781年、ゲヴァントハウスの初代ホールがオープンした時から、古代ローマの政治家・哲学者・詩人であるセネカのこの言葉がホールに掲げられており、今日に至るまで、このオーケストラのモットー（Motto）となっている。
このラテン語の文言について、ゲヴァントハウス公式ホームページに、ドイツ語訳と英語訳が記載されている。
- ドイツ語訳：Wahre Freude ist eine ernste Sache
- 英語訳：True pleasure is a serious business

現在の3代目ゲヴァントハウス（1981年完成）では、客席正面のアレクサンダー・シュッケ社製オルガンに、大きくこの文言が刻まれている。